# Трихаптум двоякий
Триха́птум двоя́кий (лат. Trichaptum biforme) — вид грибов, входящий в род Трихаптум (Trichaptum). Широко распространённый сапротроф, произрастающий на древесине берёзы.

## Описание
Плодовые тела однолетние, иногда перезимовывающие, шляпочные или почти распростёртые, часто черепитчато расположенные и срастающиеся. Верхняя поверхность шляпки покрытая войлочным опушением, затем оголяющаяся, с концентрическими зонами, изначально лиловатая, затем беловатая. Край шляпки дольше остаётся лиловым. Ткань беловатого цвета, тонкая, до 1 мм толщиной.
Гименофор изначально трубчатый, трубочки часто расщепляются, приобретая вид неправильных извилин. Цвет лилово-фиолетовый, затем бледнеет до желтовато-буроватой.
Гифальная система димитическая. Гифы гименофора обычно тонкостенные, септированные, с пряжками. Гифы трамы толстостенные, неветвящиеся. Базидии четырёхспоровые, 12—17×4,5—6 мкм. Цистиды веретеновидные, 16—29×4—6 мкм. Споры цилиндрические, неокрашенные, 5—7×2—2,5 мкм.

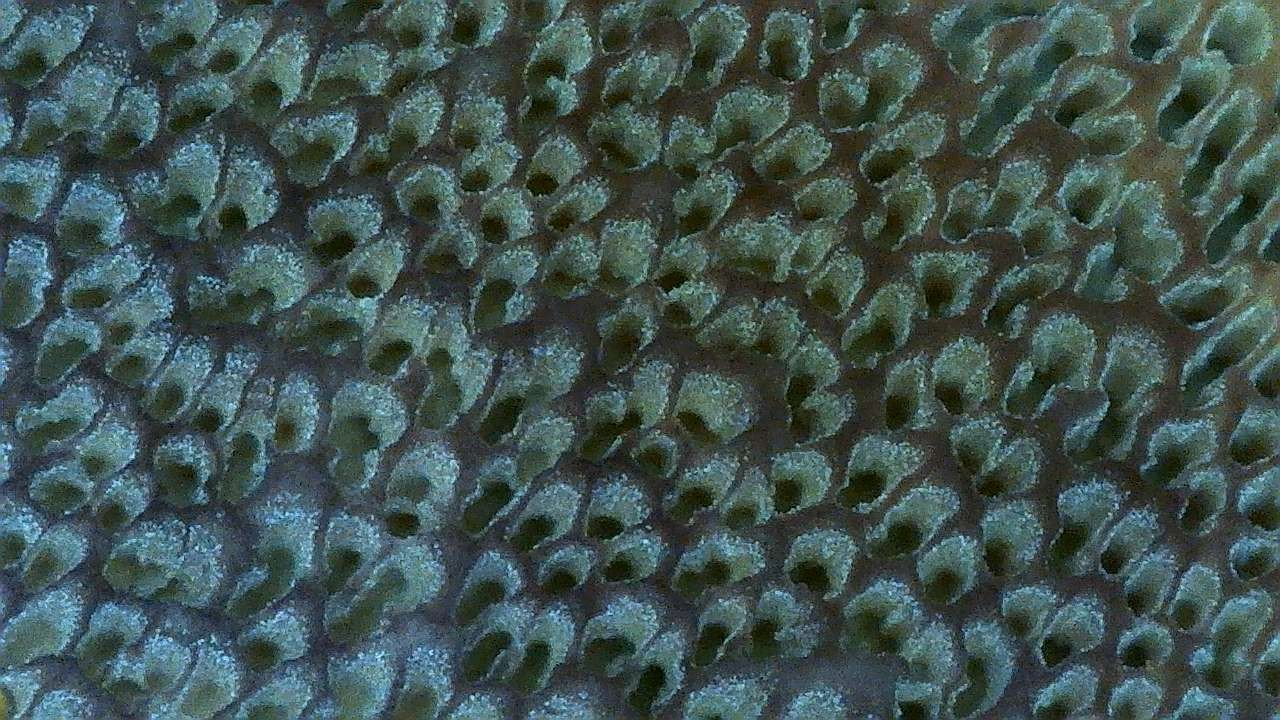
Трубчатый гименофор трихаптума двоякого

Трихаптум не содержит каких-либо ядовитых веществ, однако его жёсткие тонкие плодовые тела не дают причислять его к съедобным грибам.

### Сходные виды
На хвойных встречаются два других широко распространённых видов рода, трихаптум пихтовый и трихаптум буро-фиолетовый. На буке встречается очень редкий вид трихаптум плёнчатообразный, отличающимся более толстыми плодовыми телами и черноватыми зонами на взрослых шляпках.

## Ареал и экология
Трихаптум — космополит с очень широким ареалом, однако в тропических регионах встречающийся очень редко. В России известен во всех регионах от Европейской части до Дальнего Востока

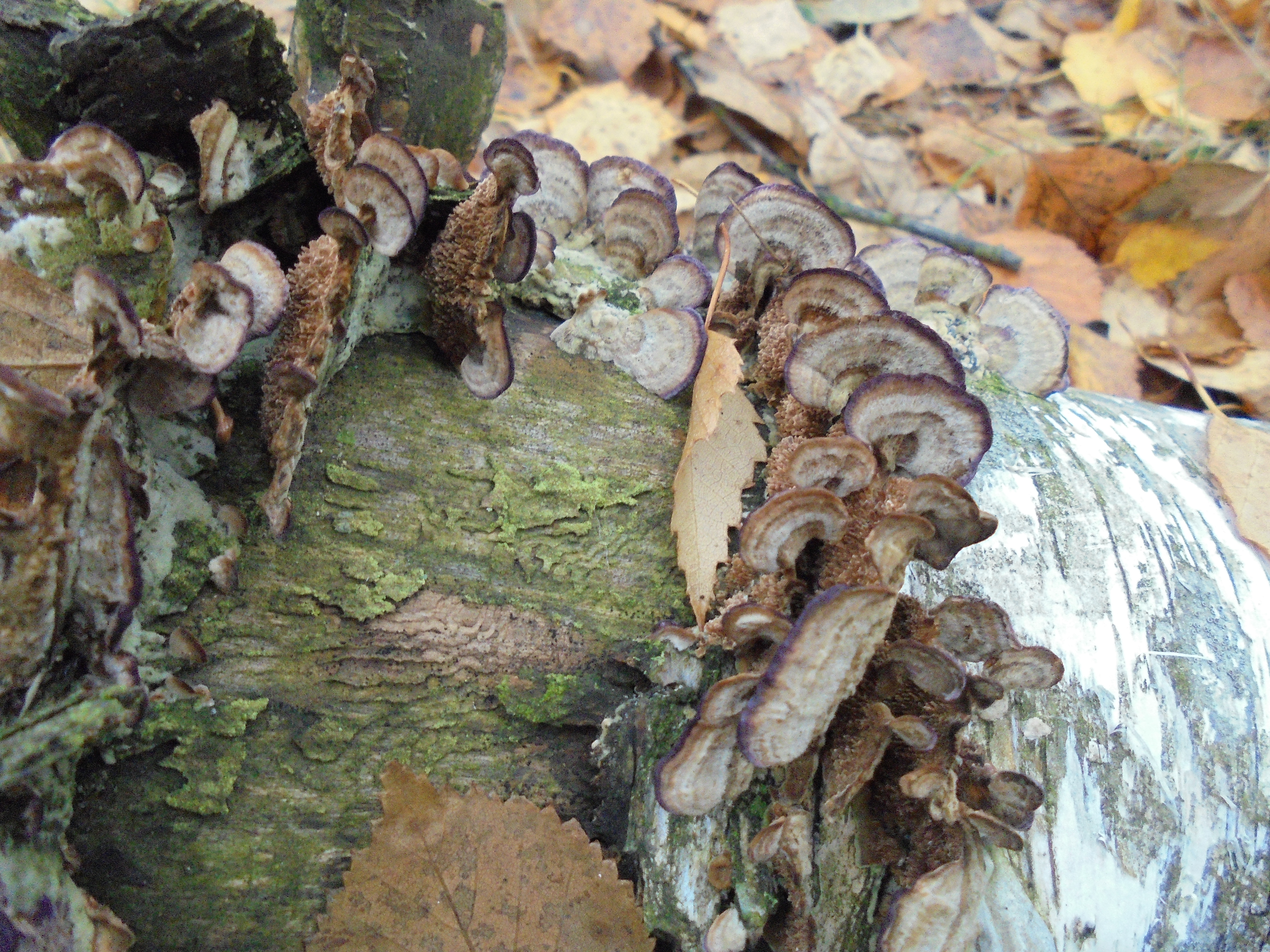
Трихаптум двоякий на опавшем стволе березы

Трихаптум двоякий — сапротроф, наиболее часто встречающийся на берёзе, реже — на некоторых других лиственных породах (ольха, осина, изредка граб, дуб, бук), очень редко — на хвойных. Вызывает белую гниль.

## Таксономия
Трихаптум двоякий был впервые описан Элиасом Магнусом Фрисом в 1833 году в сборном роде жёстких древесных грибов с трубчатым гименофором. Позднее описан им же под несколькими другими названиями. В 1965 году впервые перенесён в род Trichaptum, с 1972 года известен под современным названием.

### Синонимы
- Bjerkandera biformis (Fr.) P.Karst., 1882
- Coriolus biformis (Fr.) Pat., 1897
- Coriolus elongatus (Berk.) Pat., 1900
- Coriolus friesii (Klotzsch) Pat., 1900
- Coriolus laceratus (Berk.) Pat., 1900
- Coriolus pergamenus (Fr.) G.Cunn., 1950
- Coriolus prolificans (Fr.) Murrill, 1907
- Coriolus sartwellii (Berk. & M.A.Curtis) Murrill, 1905
- Coriolus simulans (Błoński ex Sacc.) P.Karst., 1904
- Coriolus sublimitatus Murrill, 1938
- Heteroporus pergamenus (Fr.) Bondartsev & Singer, 1941
- Hirschioporus elongatus (Berk.) Teng, 1963
- Hirschioporus friesii (Klotzsch) D.A.Reid, 1975
- Hirschioporus pergamenus (Fr.) Bondartsev & Singer, 1941
- Irpex elongatus (Berk.) Lloyd, 1923
- Leucoporus xalapensis (Berk. & M.A.Curtis) Pat., 1903
- Microporellus friesii (Klotzsch) Ryvarden, 1972
- Microporus biformis (Fr.) Kuntze, 1898
- Microporus candicans (Lév.) Kuntze, 1898
- Microporus elongatus (Berk.) Kuntze, 1898
- Microporus evolvens (Berk.) Kuntze, 1898
- Microporus friesii (Klotzsch) Kuntze, 1898
- Microporus inquinatus (Lév.) Kuntze, 1898
- Microporus laceratus (Berk.) Kuntze, 1898
- Microporus pergamenus (Fr.) Kuntze, 1898
- Microporus prolificans (Fr.) Kuntze, 1898
- Microporus sartwellii (Berk. & M.A.Curtis) Kuntze, 1898
- Microporus simulans (Błoński ex Sacc.) Kuntze, 1898
- Microporus xalapensis (Berk. & M.A.Curtis) Kuntze, 1898
- Polyporus biformis Fr., 1833basionym
- Polyporus ehretiae Bres., 1926
- Polyporus elongatus Berk., 1842
- Polyporus evolvens Berk., 1856
- Polyporus friesii Klotzsch, 1833
- Polyporus inquinatus Lév., 1846
- Polyporus laceratus Berk., 1839
- Polyporus menandianus Mont., 1843
- Polyporus pergamenus Fr., 1838
- Polyporus prolificans Fr., 1838
- Polyporus pseudopargamenus Thüm., 1878
- Polyporus sartwellii Berk. & M.A.Curtis, 1872
- Polyporus simulans Błoński, 1889, nom. illeg.
- Polyporus xalapensis Berk. & M.A.Curtis, 1849
- Polystictus biformis (Fr.) Fr., 1851
- Polystictus candicans Lév., 1863
- Polystictus elongatus (Berk.) Fr., 1851
- Polystictus evolvens (Berk.) Cooke, 1886
- Polystictus friesii (Klotzsch) Cooke, 1886
- Polystictus inquinatus (Lév.) Cooke, 1886
- Polystictus laceratus (Berk.) Fr., 1851
- Polystictus pergamenus (Fr.) Cooke, 1886
- Polystictus prolificans (Fr.) Fr., 1851
- Polystictus sartwellii (Berk. & M.A.Curtis) Cooke, 1886
- Polystictus simulans Błoński ex Sacc., 1891
- Polystictus sublimitatus (Murrill) Murrill, 1938
- Polystictus xalapensis (Berk. & M.A.Curtis) Fr., 1851
- Spongipellis laceratus (Berk.) Pat., 1900
- Trametes biformis (Fr.) Pilát, 1939
- Trametes friesii (Klotzsch) G.Cunn., 1965
- Trametes pergamena (Fr.) Kotl. & Pouzar, 1957
- Trichaptum pergamenum (Fr.) G.Cunn., 1965